# Übereinkommen der Vereinten Nationen gegen Korruption
Das Übereinkommen der Vereinten Nationen gegen Korruption ist der erste weltweit völkerrechtlich bindende Vertrag zur Bekämpfung der Korruption. Er verpflichtet die Vertragsparteien zur Bestrafung verschiedener Formen der Korruption gegenüber Amtsträgern und zur internationalen Zusammenarbeit.

## Entstehung

### Verhandlungen
Im Jahr 2001 setzte die Generalversammlung der Vereinten Nationen einen Ad-hoc-Ausschuss ein, der unabhängig von dem Übereinkommen gegen die grenzüberschreitende organisierte Kriminalität ein internationales Abkommen zur Bekämpfung der Korruption erarbeiten sollte. Dieser Ausschuss handelte das Übereinkommen vom 21. Januar 2002 bis 1. Oktober 2003 in Wien aus. Am 31. Oktober 2003 wurde das Übereinkommen von der Vollversammlung der Vereinten Nationen verabschiedet (Resolution 58/4). Vom 9. bis 11. Dezember 2003 fand die Unterzeichnungskonferenz in Mérida (Mexiko) statt.

### Stand der Ratifikation

ratifiziert
unterzeichnet, aber noch nicht ratifiziert
nicht unterzeichnet

Das Übereinkommen trat am 14. Dezember 2005, 90 Tage nach Hinterlegung der 30. Ratifizierungsurkunde, in Kraft. Es wurde bis zum Ablauf der Unterzeichnungsfrist am 9. Dezember 2005 von 140 Staaten unterzeichnet. Bis Dezember 2024 haben 191 Parteien, darunter auch die Europäische Union, die UNCAC ratifiziert. Die einwohnerreichsten Staaten, die durch das Übereinkommen bislang nicht gebunden sind, sind Nordkorea, Syrien und Eritrea.

#### Deutschland
Deutschland hat das Übereinkommen am 9. Dezember 2003 unterzeichnet, aber zunächst nicht ratifiziert. Dazu bedurfte es zahlreicher Änderungen des Strafgesetzbuches (StGB), insbesondere eine Erweiterung des Straftatbestandes der Abgeordnetenbestechung (Paragraf 108e StGB). Im Oktober 2007 legte die Bundesregierung dem 16. Deutschen Bundestag den Entwurf eines Strafrechtsänderungsgesetzes vor, mit dem sie den größten Teil der erforderlichen Änderungen des StGB vorschlug. Ein ergänzender Entwurf eines Gesetzes zur Änderung des Paragrafen 108e StGB sollte aus der Mitte des Bundestages eingebracht werden. Einen solchen Entwurf legte die Fraktion Die Linke im April 2008 vor. Aufgrund des Endes der Legislaturperiode im Oktober 2009 erledigten sich beide Vorhaben. Im 17. Deutschen Bundestag legten erneut die Fraktion Die Linke im April 2010 sowie die Fraktion Bündnis 90/Die Grünen im Mai 2011 und die Fraktion der SPD im Februar 2012 Gesetzesentwürfe zur Änderung des Paragrafen 108e StGB vor. Sämtliche Entwürfe wurden zur weiteren Beratung in verschiedene Ausschüsse des Bundestages (unter Federführung des Rechtsausschusses) überwiesen. Noch Ende Juni 2013 hatte die Regierungskoalition aus CDU/CSU und FDP mit ihrer Mehrheit im Bundestag schärfere Regeln gegen die Bestechung von Abgeordneten abgelehnt. In der CDU/CSU-Bundestagsfraktion gab es auch 2013 keinen Konsens zur Unterstützung der Ratifizierung. Der CSU-Vorsitzende Horst Seehofer warb um eine Ratifizierung und hat die aktuelle Situation als „nicht imagefördernd“' bezeichnet, dass Deutschland die Konvention bislang nicht ratifiziert hat und sich damit in Gesellschaft mit Ländern wie Syrien, Sudan und Nordkorea befindet. Der Parlamentarische Geschäftsführer der CDU/CSU-Bundestagsfraktion Michael Grosse-Brömer (CDU) erklärte am 10. August 2013, es bestünden „nach wie vor erhebliche verfassungsrechtliche Bedenken“.
Am 21. Februar 2014 verabschiedete der Bundestag in Zweiter und Dritter Lesung ein Gesetz zur Verschärfung der Regeln gegen die Abgeordnetenbestechung, welches am 1. September 2014 in Kraft getreten ist (BGBl. 2014 I S. 410). Am 25. September 2014 stimmte der Bundestag einstimmig für die Ratifizierung, am 10. Oktober 2014 stimmte der Bundesrat zu. Die Ratifikation erfolgte am 12. November 2014, so dass das Übereinkommen am 12. Dezember 2014 für Deutschland in Kraft trat (Art. 68 Abs. 2 des Übereinkommens, BGBl. 2015 II S. 140).

#### Österreich
Österreich hat das Übereinkommen am 10. Dezember 2003 unterzeichnet und am 11. Januar 2006 ratifiziert.

#### Schweiz
Die Schweiz hat das Übereinkommen am 10. Dezember 2003 unterzeichnet und am 24. September 2009 ratifiziert.

## Inhalte
Das Übereinkommen behandelt die Verhütung, Ermittlung und strafrechtliche Verfolgung der Korruption sowie das Einfrieren, die Beschlagnahme und die Einziehung von Erträgen aus Straftaten.
Es enthält in den Artikeln 5 bis 14 unter anderem folgende Präventionsmaßnahmen gegen Korruption:
- Verhaltenskodizes für Beamte sowie Maßnahmen, mit denen die Unabhängigkeit der Justiz sichergestellt werden soll,
- objektive Kriterien bei der Einstellung und Beförderung von Beamten und für die öffentliche Auftragsvergabe,
- Förderung von Transparenz und Rechenschaftspflicht bei der Verwaltung der öffentlichen Finanzen und im Privatsektor,
- Beteiligung der Bürgergesellschaft.

Die Artikel 15 bis 42 regeln die Pflicht der Staaten, verschiedene Sachverhalte rund um Korruption unter Strafe zu stellen.
In den Artikeln 43 bis 50 wird die internationale Zusammenarbeit in der Antikorruptionsarbeit beschrieben, deren Kern ein System für die gegenseitige Amtshilfe ist. Derzeit werden viele Antikorruptionsverfahren eingestellt, weil die mangelnde Zusammenarbeit zwischen den Ländern es unmöglich macht, der Spur des Geldes zu folgen. Wichtig ist insbesondere die Einführung einer internationalen Zusammenarbeit bei der Rückgabe gestohlener Vermögenswerte. Maßnahmen zur Förderung der Rückgabe von Vermögenswerten sind in den Artikel 51 bis 59 enthalten. Hierdurch soll auch die Möglichkeit der Rückgabe der durch Korruption erworbenen und ins Ausland verbrachten Vermögenswerte von korrupten Spitzenpolitikern geschaffen werden.
Ebenfalls Gegenstand des Übereinkommens sind Regelungen zu Geldwäsche und die Möglichkeit der Schadensersatzforderung für Opfer von Korruption.
Schließlich wird eine Konferenz der Vertragsstaaten des Übereinkommens eingerichtet, um die Fähigkeit der Vertragsstaaten und die Zusammenarbeit zwischen ihnen zur Erreichung der in diesem Übereinkommen festgelegten Ziele zu verbessern und um seine Anwendung zu fördern und zu überprüfen.